# 6. årtusinde f.Kr.
Årtusinder: 7. årtusinde f.Kr. – 6. årtusinde f.Kr. – 5. årtusinde f.Kr.

## Begivenheder
- Ca. 5600 f.Kr. fyldes ferskvandssøen Sortehavet med 12.500 km³ saltvand.
- Fra ca. 5000 f.Kr. har der været byer og paladser fra skiftende kulturer i Mesopotamien.
- 5000 f.kr: Beboelse i Vejle
- Merimde-kulturen var en kultur i den egyptiske stenalder.
- Ploven introduceres i Europa.
- Hjulet og ploven opfindes.
- Landbrugskulturen dukker op ved Nilen
- Ris (korn) dyrkes i Asien
- Vandbøflen domesticeres i Kina.